# Ralf Dombrowski

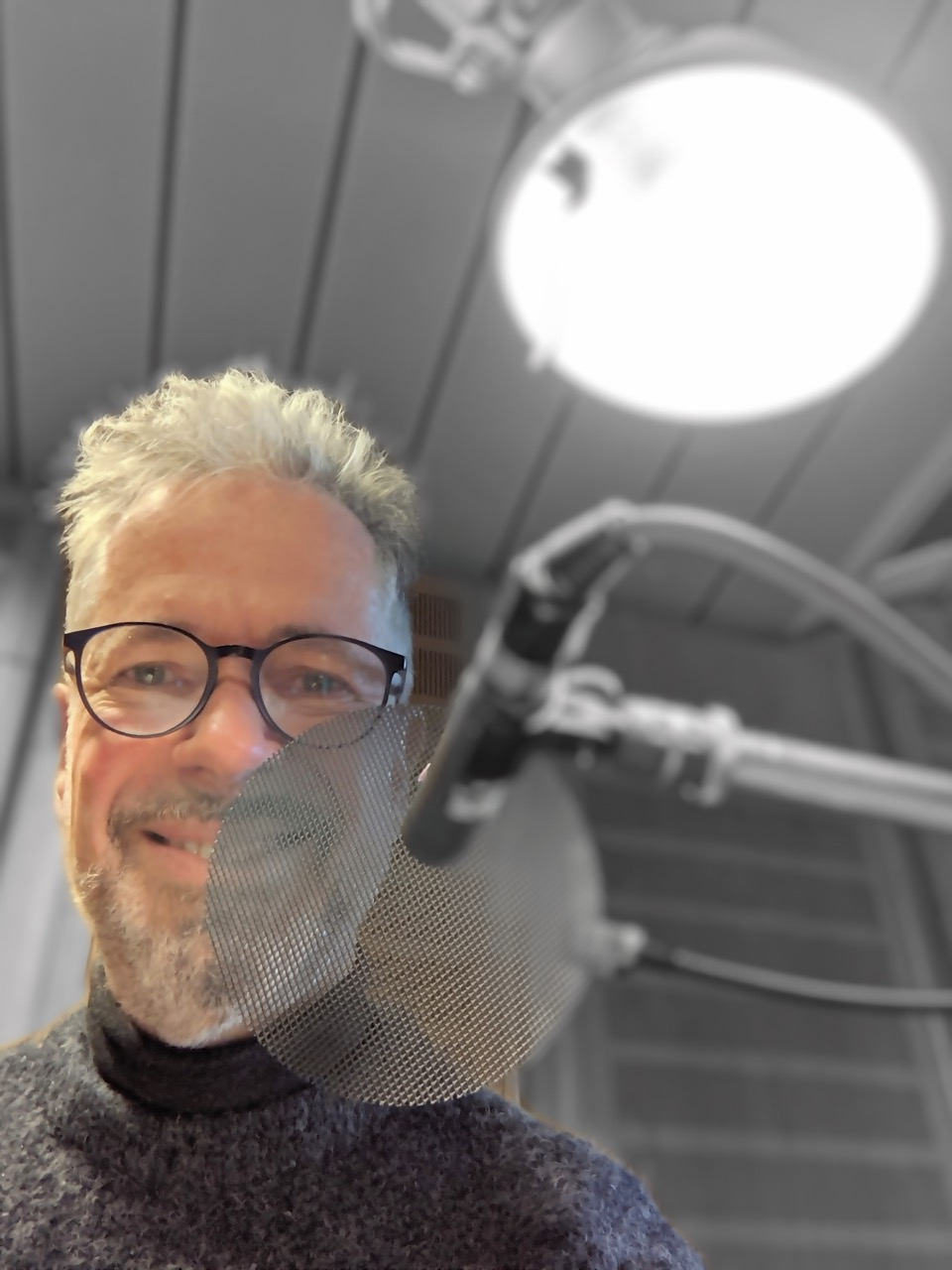
Ralf Dombrowski (2020)

Ralf Dombrowski (* 1965 in München) ist ein deutscher Musikjournalist, Jazzautor und Musikfotograf.

## Leben und Wirken
Dombrowski studierte Germanistik, Geschichte und Philosophie. Er ist seit 1994 Musikjournalist, der unter anderem für die Süddeutsche Zeitung von 2006 bis 2008 die Jazzredaktion im Feuilleton leitete und die CD-Reihe SZ Jazz-Edition als Herausgeber und Autor betreute. Daneben schreibt er für zahlreiche Musikmedien wie Jazzzeitung, Jazz thing oder die britischen London Jazz News und arbeitet regelmäßig für den Bayerischen Rundfunk (Moderation der Sendung Jazztime bei BR-Klassik). Weiterhin leitet er die Musikressorts der Fachzeitschrift Stereoplay sowie der Kulturzeitschrift Münchner Feuilleton.
Er arbeitet auch für diverse Online-Medien; zum Beispiel baute er für das Goethe-Institut das Internetportal Jazz aus Deutschland auf. Weiterhin schreibt er für Spiegel Online und verfasste zahlreiche Rezensionen oder Lexikon-Artikel zum Jazz, zum Beispiel bei Microsoft Encarta, für Reclams Jazzführer (herausgegeben von Wolf Kampmann, Ekkehard Jost), das Bertelsmann Musiklexikon und das Standardwerk Jazz Standards (herausgegeben von Hans-Jürgen Schaal). Er lebt in München und arbeitet hauptsächlich als freischaffender Journalist und Fotograf, aber auch als Dozent, Moderator, oder DJ.
Von 1998 bis 2014 leitete er das Jazzfestival auf Schloss Elmau (European Jazztival); er wirkte außerdem als Juror beim Echo Jazz, bei Jazz Burghausen und beim Preis der Deutschen Schallplattenkritik. Von 2002 bis 2004 hatte er die künstlerische Leitung des Festivals Jazz au Chellah in Rabat, Marokko, inne.
Seit 2011 arbeitet Dombrowski auch als Musikfotograf. Im Januar 2014 wurde seine erste Fotoausstellung Faces & Traces in der Münchner Galerie Jazz & Malerei des Jazzclubs Unterfahrt eröffnet. Im März 2015 folgte eine weitere umfassende Retrospektive zur Konzertfotografie im Haus der Fotografie von Burghausen. Bei der Jazz World Photo Competition 2019 in Trutnov, Tschechien, wurde eines seiner Fotos mit Platz 4 ausgezeichnet. Für die Musikmesse Jazzahead 2023 kuratierte er die Ausstellung My personal view - on today's German jazz mit Bildern professioneller Fotografen aus den vorausgehenden 50 Jahren. Dazu veröffentlichte das Magazin ZIGGY ein ausführliches Interview sowie Beispiele seiner Bilder von Jazzmusikern. Die unterschiedlichen Vermittlungsformen von Bild und Sprache charakterisierte Dombrowski wie folgt:

„Es gibt Mitteilungsebenen im Bild, die von Menschen unmittelbarer erfahren werden können, als es mit Worten möglich ist. Emotionen, Augenblicke, Situationen. Dafür ermöglicht die Sprache die differenziertere Betrachtung, die Analyse und auch die Einbindung in größere Zusammenhänge. Es sind sich ergänzende Methoden, Kunst und Musik auf die Spur zu kommen.“

Seit April 2021 experimentiert Dombrowski außerdem mit verschiedenen Fotokunst-Formaten, unter anderem als Mitglied der Münchner whiteBOX-Ateliergemeinschaft.
Dombrowski produzierte auch Alben (u. a. das Trio Rouge mit Vincent Courtois, Michel Godard, Lucilla Galeazzi) und spielt als Hobby-Musiker in diversen Bands, unter anderem in der Münchner Kritikerband La Banda Gitarre und Klavier.

## Preise und Auszeichnungen
Im Jahr 2013 erhielt Dombrowski den Preis für deutschen Jazzjournalismus der Musikmesse Jazzahead. Die Jury würdigte dabei sein hohes Niveau und breit gefächertes Fachwissen sowie sein weites stilistisches und formales Spektrum als Musikkritiker. Weiterhin wurde er 2025 mit dem Deutschen Jazzpreis in der Kategorie für journalistische Leistung ausgezeichnet.

## CD-Veröffentlichungen
Süddeutsche Zeitung Jazz Edition: Dive into Jazz, 18 CDs, 2011

## Schriften
- John Coltrane – sein Leben, seine Musik, seine Schallplatten, Oreos Verlag 2002, ISBN 3-923657-63-3
- Basis Diskothek Jazz, Reclam, 2005 (erweiterte Neuauflage 2011), ISBN 3-15-018372-3
- Das Originale und das Originelle – Techniken kultureller Aneignung am Beispiel des Oriental Jazz, in: Wolfram Knauer (Hrsg.) Begegnungen – The World meets Jazz, Darmstädter Beiträge zur Jazzforschung, Band 10, Wolke Verlag 2008, ISBN 978-3-936000-04-7
- Portrait Saxofon: Kultur, Praxis, Repertoire, Interpreten, Bärenreiter Verlag 2010, ISBN 978-3-7618-1840-4
- 111 Gründe, Jazz zu lieben: Eine Liebeserklärung, Schwarzkopf & Schwarzkopf, 2019, ISBN 978-3-86265-804-6[12][13]